# Ashiya (Hyōgo)
Ashiya (芦屋市 Ashiya -shi?) es una ciudad japonesa situada en la prefectura de Hyōgo.
Fue fundada el 10 de noviembre de 1940 situada entre las ciudades de Osaka y Kōbe se le conoce como la Beverly Hills de Japón.
En 2008, la población de Ashiya era de 92.828 habitantes. La superficie total es de 18,47 km²，lo que hace una densidad de　5.030 habitantes por km².

## Enlaces externos

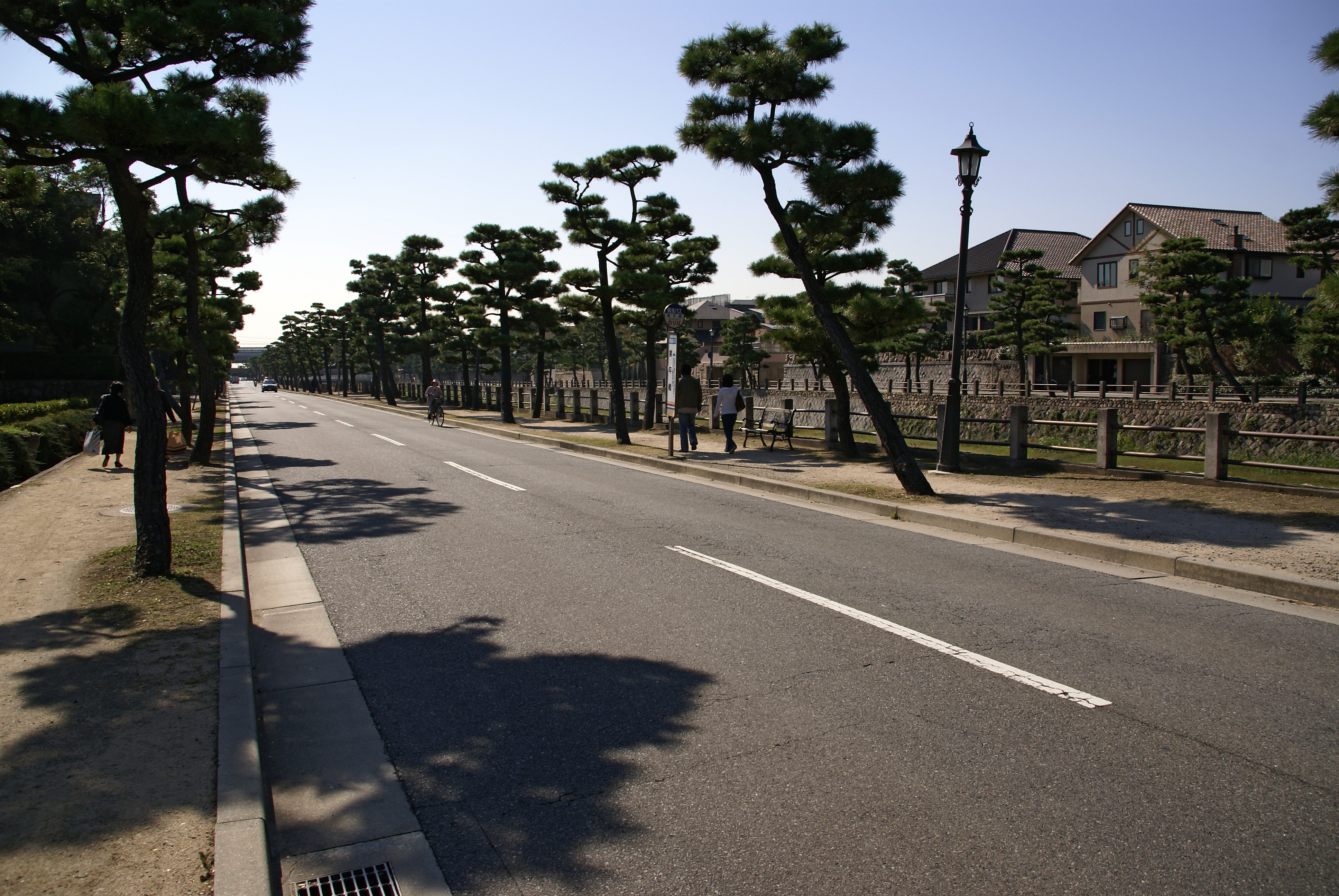
Vista de un barrio exclusivo de la ciudad.